# NGC 1089
NGC 1089 je galaksija u zviježđu Eridan.

## Vanjske poveznice
- SEDS: NGC 1089